# Chromogisaurus
Chromogisaurus is een geslacht van plantenetende saurischische dinosauriërs, behorend tot de groep van de Sauropodomorpha, dat tijdens het late Trias leefde in het gebied van het huidige Argentinië.

## Vondst en naamgeving
De typesoort Chromogisaurus novasi is in 2010 benoemd en beschreven door Martín Daniel Ezcurra. De geslachtsnaam is afgeleid van het Klassiek Griekse chroma, "kleur" en gè, "land", een verwijzing naar Los Colorados, gekleurde rotsformaties in de Valle Pintado, de "Gekleurde Vallei". De soortaanduiding eert de Argentijnse paleontoloog Fernando Emilio Novas.

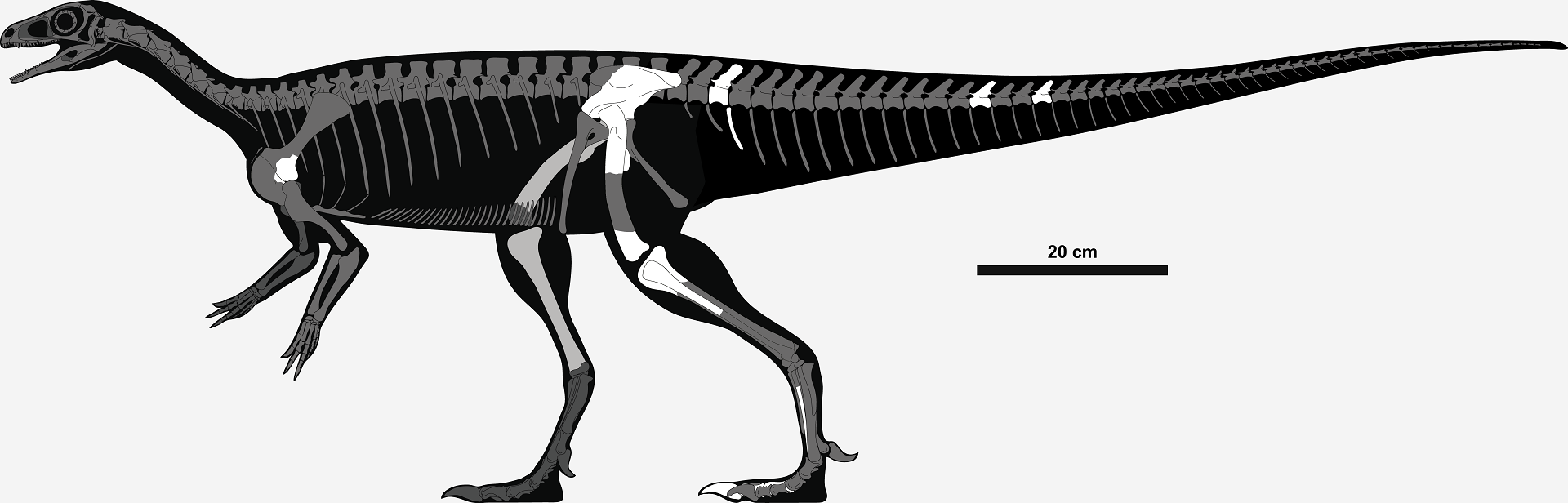
Diagram van de bekende skeletelementen

Het holotype, PVSJ 845, is gevonden in de provincie San Juan bij de bovenloop van de rivier La Peña in een laag van de Ischigualastoformatie die stamt uit het Carnien, ongeveer 225 miljoen jaar oud. Chromogisaurus is daarmee een van de oudste bekende dinosauriërs. Het bestaat uit een gedeeltelijk skelet zonder schedel en omvat een stuk linkerscapulocoracoïde, twee darmbeenderen, beide dijbeenderen, de linkervoet, een rechterscheenbeen, de bovenkant van een linkerscheenbeen, een rechterkuitbeen, de bovenkant van een linkerkuitbeen, een tweede rechtermiddenvoetsbeen, een teenkootjes van de derde rechterteen, een voorste staartwervel, twee middelste staartwervels en een chevron.
In 2012 werd de soort opnieuw beschreven nadat gebleken was dat verschillende elementen fout waren geïdentificeerd. Zo was ten onrechte een rechterellepijp gemeld en de schacht van een zitbeen.

## Beschrijving

De grootte vergeleken met een mens

Chromogisaurus is een vrij klein dier met een lengte van ongeveer twee meter en een heuphoogte van een halve meter. Volgens de beschrijver wijst de vorm van de vrij lange ellepijp erop dat het dier althans soms op vier poten liep. De achterpoten zijn echter aanzienlijk langer.
Chromogisaurus kenmerkt zich door de volgende eigenschappen: bij de voorste staartwervels bevindt zich geen middelste uitholling tussen de achterste werveluitsteeksels, postapozygofysen; het darmbeen heeft achter het heupgewricht een sterk naar achteren ontwikkeld uitsteeksel; het heupgewricht begint in de achterwand een opening te krijgen; het tweede middenvoetsbeen heeft onderste gewrichtsknobbels die van boven naar beneden sterk asymmetrisch zijn. Een unieke afgeleide eigenschap, autapomorfie, van de soort is het bezit van een diepe en brede groeve onder de voorste trochanter van het dijbeen.
De herbeschrijving uit 2012 voegde daar nog enige kenmerken aan toe. De antitrochanter steekt laag zijwaarts uit. De antitrochanter is aan de onderkant sterk hol. De buitenste gewrichtsknobbel van het dijbeen is kleiner dan de binnenste. Een vervangende autapomorfie werd vastgesteld. Het kuitbeen heeft aan de bovenste binnenkant een langwerpige verruwing evenwijdig aan de voorrand van de schacht. Daarnaast werd de asymmetrie van het tweede middenvoetsbeen nu als een autapomorfie gezien.

## Fylogenie
Ezcurra voerde een exacte kladistische analyse uit om de plaats van Chromogisaurus in de evolutionaire stamboom te bepalen. De uitkomst was dat Chromogisaurus een basaal lid van de Sauropodomorpha is, die deel uitmaakt van een nieuw benoemde klade Guaibasauridae, samen met andere basale sauropodomorfen als Guaibasaurus, Agnosphitys, Panphagia en Saturnalia. Chromogisaurus zou daarbinnen speciaal verwant zijn aan Saturnalia binnen een Saturnaliinae.